# Billeder af Fuglelivet ved Fil Sø
Billeder af Fuglelivet ved Fil Sø er en naturfilm fra 1941 instrueret af Arthur Christiansen.

## Handling
Præstekrave, klyde, vibe, rørskov, hættemågekoloni, fjordterne, sommerfugle (svalehale, nældens takvinge), kobbersneppe, brushaner kæmper, stære, klokkelyng, tårnfalk, dunhammer, skeand, rødben.